# 細海魚
細海 魚（ほそみ さかな）は、日本のアンビエント／エレクトロニカ・ミュージシャン。キーボーディスト、編曲家、音楽プロデューサーとしても活動。、北海道中標津町生まれ。以前は細見徹名義で活動していた。

## 概要
1990年代、大江千里、b-flower、古内東子らの編曲・レコーディングに参加。その後、楽曲提供活動と並行してヒートウェイヴ、SION with THE MOGAMI のメンバーとして活動。1997年頃より、海外にも進出。ソロを含む様々なユニット活動を展開、海外レーベルからリリースを重ねている（詳細後述）。
2023年8月より「細海魚10th ANNIV. TOUR」を10都市10公演行う予定である。

## 活動内容

### 主なユニット活動
- Sherbet Tone - 細見徹名義で参加。坂元俊介、関根光（現：世奇音光）、内田健太郎、宮田繁男とのバンド。1987年にC-C-Bを脱退した関口誠人のバックバンドとしても活動し、アルバム曲では編曲も担当した。
- hosomi - ソロユニット。2008年に『open silence』を Commune Disc、『fy_ot』をSynergy-Networksからリリース。
- Maju（繭） - 成田真樹とのエレクトロニカ・ユニット。1990年代後期に結成、ジム・オルークの絶賛を受ける[要出典]。オーストラリア・Extreme Recordsより、1999年の『Maju-1』から2008年の『Magu-5』まで計5枚をリリース。
- neina - ドイツのミル・プラトー(Mille Plateaux)レーベルより『formed verse』と『subconsiousness』をリリース。同レーベルのコンピレーション『click + cuts』、plopのコンピレーション『micro blue』などに参加。
- saro - 世奇音光とのユニット。ボーカル、キーボード、ギターを担当。1995年に、ユニットと同名のアルバムをリリース。
- Livingstone Daisy - b-flowerの八野英史・岡部亘と結成したユニット。2010年11月16日に細海作曲の1stシングル『どこにも行けないでいる』、2011年2月8日に2ndシングル『この悲しい世界』を配信リリース。

### レギュラー・バンド活動
- ヒートウェイヴ：ピアノ・キーボード。
- SION with THE MOGAMI：キーボード・ピアノ。他にオルガン、アコーディオン。
- b-flower：ピアノ・キーボード担当（2014年 - ）。

### プロデュース/アレンジ/レコーディング参加
- ノマアキコ、山口洋、大樹、Dee Dee Fever他。

### サポート/コラボレーション等
- 中村一義、unkie、ツジコノリコ、新居昭乃、恩田晃、minakumari、migu、sawako、aen、hiiragi_、ryo miyashita他。